# Sopot Festival 2005
Sopot Festival 2005 – 42. edycja festiwalu muzycznego odbywającego się w sopockiej Operze Leśnej. Festiwal odbył się od 2 do 4 września 2005 roku, a organizatorem była telewizja TVN.
Drugiego dnia miał miejsce konkurs o nagrodę Bursztynowego Słowika i Słowika Publiczności.

## Pierwszy dzień
Pierwszy dzień festiwalowy poprowadzili Paulina Jaskólska i Szymon Majewski. W pierwszej części wystąpili: Monika Brodka, Myslovitz, Reni Jusis, Agnieszka Chylińska, Sidney Polak, Zakopower, Sistars, a w drugiej recital zagrała Maryla Rodowicz.

## Drugi dzień
3 września 2005 roku odbył się konkurs o nagrodę Bursztynowego Słowika i Słowika Publiczności. W półfinale udział wzięło sześciu polskich wykonawców wyłonionych spośród 10 zgłoszeń – z konkursu zostali odrzuceni: zespół Papa Dance (z utworem „Bez braw na finał”), Goya („Mój”), Emi („Nie walcz”) oraz Makowiecki Band „Piosenka na nie”). Każdy z półfinalistów wykonali po dwie piosenki – konkursowy utwór oraz cover jednego z festiwalowych przeboju z poprzednich lat. Ich występy oceniała komisja jurorska w składzie:
- Michał Bajor – polski aktor i piosenkarz
- Ewa Bem – polska piosenkarka i wokalistka jazzowa
- Krzesimir Dębski – polski kompozytor
- Wojciech Fułek – wiceprezydent miasta Sopot
- Adam Górko – dyrektor festiwalu sopockiego
- Gordon Haskell – angielski muzyk, kompozytor oraz wokalista
- Grzegorz Markowski – polski piosenkarz
- Piotr Metz – dziennikarz muzyczny, redaktor naczelny magazynu „Machina”
- Irena Santor – polska piosenkarka
- Katarzyna Skrzynecka – aktorka, piosenkarka, prezenterka TVN, autorka tekstów i kompozytorka
- Paweł Sztompke – polski dziennikarz i prezenter muzyczny związany z Polskim Radiem.

Galę poprowadziła Magda Mołek.

### Uczestnicy konkursu o Bursztynowego Słowika
| L.p. | Wykonawca           | Utwór konkursowy                  | Cover                                                    |
| ---- | ------------------- | --------------------------------- | -------------------------------------------------------- |
| 1    | Ewelina Flinta      | „Nieskończona historia”           | „Dziwny jest ten świat” (utwór Czesława Niemena)         |
| 2    | Andrzej Piaseczny   | „Z głębi duszy”                   | „Zanim zrozumiesz” (utwór Varius Manx)                   |
| 3    | Mandaryna           | „Ev’ry Night”                     | „Windą do nieba” (utwór 2 plus 1)                        |
| 4    | Łzy                 | „Przepraszam cię”                 | „Do zakochania jeden krok” (utwór Andrzeja Dąbrowskiego) |
| 5    | Krzysztof Kiljański | „I Don’t Know Where Life’s Going” | „Żółte kalendarze” (utwór Piotra Szczepanika)            |
| 6    | Virgin              | „Znak pokoju”                     | „O mnie się nie martw” (utwór Katarzyny Sobczyk)         |

Tego dnia odbył się również recital Alexa Baroniego, laureata konkursu z 2004. Po rozstrzygnięciu konkursu o Bursztynowego Słowika odbył się koncert „Duety”, na którym wystąpili: Lemar i Natalia Kukulska, Gordon Haskell i Katarzyna Skrzynecka oraz Scorpions i Grzegorz Markowski.

## Trzeci dzień
Trzeci dzień festiwalowy (4 września) poprowadzili Magda Mołek i Szymon Majewski. Koncert rozpoczął się od recitalu Patrizio Buanne, który wykonał piosenki: „Il mondo”, „L’Italiano”, „A Man Without Love”, „Che sara” i „L’una mezzo mare”.
Po występie Buanne prowadzący ogłosili wyniki konkursu o Bursztynowego i Srebrnego Słowika. Bursztynowego Słowika (nagrodę jury) oraz czek na 40 tys. zł otrzymał Andrzej Piaseczny za piosenkę „Z głębi duszy”. Srebrnego Słowika (nagrodę publiczności) i 20 tys. zł przyznano zespołowi Virgin, który uzyskał 38% głosów za piosenkę „Znak pokoju”. Po wręczeniu nagród odbył się koncert laureatów, którzy ponownie wystąpili ze swoimi piosenkami.
W drugiej połowie koncertu wystąpili Beata i Bajm oraz zespół Simply Red, którzy odebrali Złote Słowiki za szczególne osiągnięcia muzyczne.